# Зелена Роща (Єйський район)
Зелена Роща — хутір в Єйському районі Краснодарського краю. У складі Александрівського сільського поселення.
Розташований на березі Єйського лиману, поруч із межею з Щербиновским районом, за 12 км на південний схід від міста Єйськ.
Зупинка на залізниці Єйськ-Старомінська.